# چیوجیل
چیوجیل یک دهستان واقع در شهرستان برایلا، در منطقه مونیطنیای رومانی است. این دهستان از چهار روستا به نام‌های چیچینتو، کیویبششت، چیوجیل و اودایی تشکیل شده است.
روستای چیچینتو توسط مقامات کمونیست رومانی به نام استیفان جیورگیو تغییر نام داده شد؛ نام قبلی آن در سال ۱۹۹۶ بازگردانده شد.